# Ferdinand Alois Westphalen
Ferdinand Alois Westphalen (* 7. Februar 1899 in Przemyśl, Österreich-Ungarn; † 11. Juni 1989 in Wien) war ein österreichischer Nationalökonom.

## Leben
Ferdinand Alois Graf von Westphalen zu Fürstenberg wurde als Sohn von Ottokar Graf von Westphalen zu Fürstenberg und dessen Frau Josephine (geborene Gräfin von und zu Trauttmansdorff-Weinsberg) geboren. Ferdinand Alois wurde als drittes von fünf Geschwistern (Marie (* 1895), Friedrich (* 1897), Ferdinand (* 1899), Theobald (* 1901) und Joseph (* 1902)) geboren. Mit dem Adelsaufhebungsgesetz 1919 wurden seine adligen Namensbestandteile obsolet.
Aufgewachsen ist er auf dem väterlichen Stammsitz Schloss Kulm in Böhmen. Von 1917 bis 1918 verrichtete er Kriegsdienst in der österreichisch-ungarischen Armee. Nach dem Ende des Ersten Weltkrieges folgte ein Studium der Rechtswissenschaft an der Karl-Ferdinands-Universität in Prag, wo er 1921 der CV-Verbindung Saxo-Bavaria Prag beitrat. Es folgte 1922 die Promotion zum Dr. (jur.). In München und Wien studierte Ferdinand Alois Westphalen Nationalökonomie, die Promotion zum Dr. rer. pol. war 1925.
1932 erfolgte seine Habilitation im Gebiet Nationalökonomie an der Universität Wien. 1937 erhielt er eine Ernennung zum Universitätsprofessor für Volkswirtschaftslehre an der Universität Wien und 1938 zum Universitätsprofessor für Volkswirtschaftslehre an der Hochschule für Bodenkultur. Westphalen wurde im März 1938 aus politischen Gründen entlassen und nach Kriegsende als Universitätsprofessor reaktiviert. Er war 1945 bis 1969 Universitätsprofessor für Volkswirtschaftslehre an der Universität Wien sowie von 1960 bis 1969 erster Vorstand des Instituts für Rechts- und Sozialwissenschaft an der Universität Wien. 1969 wurde er emeritiert.